# José Ramón Lasuén Sancho
José Ramón Lasuén Sancho (Alcañiz, provincia de Teruel, 20 de noviembre de 1932-Zaragoza, 11 de enero de 2023) fue un político y economista español.

## Biografía
Casado con Carmen Rubio. El matrimonio tuvo tres hijos: Berta, Carlos y Marta. Fue doctor en ciencias económicas. Fue becado para realizar cursos de especialización por varios organismos (Universidad de Madrid, Universidad Internacional Menéndez Pelayo, Ministerio de Asuntos exteriores, Consejo Superior de Investigaciones Científicas y Fundación March). Es máster por la Universidad Stanford.
Dedicado a la docencia, ha sido profesor auxiliar de Teoría Auxiliar en la Universidad de Madrid (1955), lector en Económicas y Sociología en el Instituto Español de Londres (1956), profesor adjunto de la cátedra de Teoría Económica de la Universidad de Barcelona (1960), profesor de Economía Urbana de la Escuela de Administración Local de Madrid, profesor de Economía de la Escuela del Alto Estado Mayor de Madrid, director del Colegio Mayor de posgraduados Menéndez Pelayo, catedrático de Teoría Económica en la Universidad de Madrid y decano de la facultad de económicas de la Universidad Autónoma, etapa en la cual llegó a ser calificado por la policía como el decano rojo.
En el sector institucional, ha sido consultor del Plan de Desarrollo (1957), subdirector general de Urbanismo (1963-64) y asesor para temas económicos de la Cámara Oficial de Comercio, Industria y Navegación de Barcelona y de los Ministerios de Obras Públicas, Vivienda y Comercio. En el campo privado, ha sido asesor económico del presidente de las Cajas de Ahorro (1964-66), presidente de Conservas Aragonesas S.A, vicepresidente de Fabricaciones Industriales S.A y director de La Montañesa S.A.

## Carrera política
Se introdujo en la política en 1977, a través del Partido Socialdemócrata de Aragón, del que fue su presidente. Así mismo, fue el inspirador e ideólogo de la Federación Socialdemócrata, en la cual asumió su secretaría general y con la cual se integró en UCD de cara a las primeras elecciones generales (junio de 1977), en las que obtuvo un escaño por la provincia de Teruel.
Ya en UCD, ha sido asesor económico del presidente del Gobierno Adolfo Suárez (29/7/1977 a  2 3/1978) y presidente de la comisión aragonesa que negoció con el Gobierno el traspaso de competencias entre la Administración Central y la Diputación General de Aragón, nombrado en abril de 1978. Sus relaciones con el aparato centrista estuvieron salpicaduras de tensiones, que culminaron con la apertura de un expediente disciplinario, el septiembre de 1978, por romper la disciplina de voto, después del cual decidió abandonar el partido. 
En un primer momento, proyectó presentarse a las elecciones de marzo de 1979 encabezando una agrupación socialdemócrata en coalición con la Confederación Demócrata Española, que estaría liderada por Manuel Fraga, José María de Areilza y Alfonso Osorio García. Sin embargo, cambió de postura al no aceptarse su idea de constituir dos grupos parlamentarios distintos después de las elecciones. Lasuén no se presentó a las elecciones de 1979, pero en agosto de 1982 llegó a un acuerdo con el líder de AP, Manuel Fraga, para integrarse en esta formación y optar a un escaño en las elecciones generales españolas de 1982 por la provincia de Barcelona.
En 1985, siendo diputado, tuvo que hacer frente a un escándalo político, al acusarlo la prensa norteamericana de realizar tráfico de influencias a favor de la sociedad Gray and Company, junto a Miguel Herrero y Rodríguez de Miñón, con quien tenía la empresa Adicsa. La acusación no prosperó y, por lo tanto, revalidó escaño en las elecciones generales españolas de 1986 por la provincia de Zaragoza.
El 1987 decidió abandonar AP después de un enfrentamiento con Abel Matutes y, después de unas breves negociaciones con Adolfo Suárez, ingresó en el Centro Democrático y Social. Con este partido, revalidó su escaño en las elecciones generales españolas de 1989 por la provincia de Murcia y fue miembro del Comité Nacional (III Congreso, Torremolinos, 10 y 11 de febrero de 1990), presidente del CDS de Madrid (III Congreso Regional, 15 de diciembre de 1990) y candidato al ayuntamiento madrileño en las elecciones municipales de 1991, en sustitución de Agustín Rodríguez Sahagún, que renunció "por motivos personales", por la mala salud que tenía en aquellos momentos. 

## Obras
Además, Lasuén ha sido editor de Anales de Economía y Economía Política y ha publicado, entre otros, los siguientes trabajos: Plan General de Madrid, Plan General de Zaragoza, Información Urbanística de Valle del Duero, Esquema del Plan Nacional de Urbanismo, Índices de Aprovechamiento del Suelo, Estudio de mercado para lo Centro Comercial de La Castellana, Evolución de las densidades del área metropolitana de Barcelona y Análisis de Viabilidad del Mercado Central de Madrid. Es doctor honoris causa por la International Academy, medalla de plata del SEU. 